# Giovanni da Procida (sous-marin)
Le Giovanni da Procida est un sous-marin de la classe Mameli en service dans la Regia Marina à la fin des années 1920 et ayant servi pendant la Seconde Guerre mondiale.
Le navire a été nommé en l'honneur de Giovanni da Procida (1210–1298) était un scientifique et un diplomate italien du XIIIe siècle lié à la dynastie souabe des Hohenstaufen et un des familiers de Manfredi. Après la chute de la dynastie des Souabes, il a été l'un des protagonistes des Vêpres siciliennes.

## Caractéristiques
La classe Mameli a été l'une des premières classes de sous-marins de la Regia Marina à être construite après la Première Guerre mondiale. Ils ont déplacé 823 tonnes en surface et 1 009 tonnes en immersion. Les sous-marins mesuraient 64,6 mètres de long, avaient une largeur de 6,51 mètres et un tirant d'eau de 4,3 mètres. Ils avaient une profondeur de plongée opérationnelle de 90 mètres. Leur équipage comptait 49 officiers et soldats.
Pour la navigation de surface, les sous-marins étaient propulsés par deux moteurs diesel de 1 550 chevaux-vapeur (1 156 kW), chacun entraînant un arbre d'hélice. En immersion, chaque hélice était entraînée par un moteur électrique de 550 chevaux-vapeur (410 kW). Ils pouvaient atteindre 15 nœuds (28 km/h) en surface et 7,2 nœuds (13,3 km/h) sous l'eau. En surface, la classe Mameli avait une autonomie de 4 360 milles nautiques (8 070 km) à 8 noeuds (15 km/h); en immersion, elle avait une autonomie de 110 milles nautiques (200 km) à 3 noeuds (5,6 km/h).
Les sous-marins étaient armés de six tubes lance-torpilles de 53,3 centimètres (21 pouces), quatre à l'avant et deux à l'arrière, pour lesquels ils transportaient un total de 10 torpilles. Ils étaient également armés d'un seul canon de pont de 102/35 Model 1914 à l'avant de la tour de contrôle (kiosque) pour le combat en surface. Leur armement anti-aérien consistait en deux mitrailleuses Breda Model 1931 de 13,2 mm.

## Construction et mise en service
Le Giovanni da Procida est construit par le chantier naval Cantieri navali Tosi di Taranto (Tosi) de Tarente en Italie, et mis sur cale le 21 septembre 1925. Il est lancé le 1er avril 1928 et est achevé et mis en service le 20 janvier 1929. Il est commissionné le même jour dans la Regia Marina.

## Historique
Au début des années 1930, avec ses navires-jumeaux (sister ships, le da Procida effectue une croisière en Méditerranée orientale, faisant escale à Thessalonique, Leros et Rhodes et effectuant des exercices air-mer.
En août-septembre 1937, il participe clandestinement à la guerre civile d'Espagne avec une mission en mer Égée. Il effectue 21 manœuvres d'attaque mais ne lance qu'une seule torpille, sans succès.
En juin 1938, avec son navire-jumeau Tito Speri, il participe à l'expérimentation du dispositif "Girosi", un lance-flammes qui permet au sous-marin d'enflammer, sans faire surface, le carburant préalablement expulsé à la surface, afin d'entraver le transit dans les passages étroits ou les entrées de port. Le da Procida, en faisant surface, a libéré du naphte qui a ensuite été mis à feu par le Speri, arrivé entre-temps, démontrant ainsi l'efficacité du dispositif, qui a été installé par la suite sur 23 autres sous-marins mais n'a jamais été utilisé.
De juin 1940 à avril 1941, le da Procida, qui fait partie du XXXIe Escadron de sous-marins basé à Messine, a effectué 16 missions offensives infructueuses sous le commandement du capitaine de corvette Guido D'Alterio, dans le canal de Sicile, au Dodécanèse, au large de Malte et dans le canal d'Otrante,.
En une occasion, il lance deux torpilles sur un sous-marin ennemi, sans réussir à le toucher,.
D'avril 1941 à février 1942, il opère depuis La Spezia pour des expériences et des exercices anti-sous-marins, tant sur des navires que sur des avions,.
En septembre 1941, lors de l'opération britannique "Halberd" (consistant à envoyer un convoi à Malte, mais les commandements italiens ont jugé opportun d'envoyer quelques sous-marins en mer de Ligurie par crainte d'une action de bombardement naval), il est déployé en embuscade défensive au large des côtes de la Ligurie.
Le 9 février 1942, il entre au chantier naval pour des travaux de modernisation qui s'achèvent en août de la même année.
Au moment de l'armistice du 8 septembre 1943 (Armistice de Cassibile), il est de nouveau au chantier naval,.
Pendant la co-belligérance italienne, de février 1944 à août 1945, il est utilisé pour des exercices anti-sous-marins par les Alliés, opérant aux Bermudes.
Après la guerre, il est radié le 1er février 1948, puis démantelé.